# Japanische Badmintonmeisterschaft 1970
Die Japanische Badmintonmeisterschaft 1970 war die 24. Austragung der nationalen Titelkämpfe im Badminton in Japan.

## Titelträger
| Disziplin    | Sieger                         |
| ------------ | ------------------------------ |
| Herreneinzel | Ippei Kojima                   |
| Dameneinzel  | Etsuko Takenaka                |
| Herrendoppel | Shoichi Toganoo Eiichi Sakai   |
| Damendoppel  | Machiko Aizawa Etsuko Takenaka |
| Mixed        | Eiichi Sakai Hiroe Amano       |